# Decimus Laelius Balbus (Redner)
Decimus Laelius Balbus war ein römischer Senator und Redner des 1. Jahrhunderts n. Chr.
Laelius Balbus war vermutlich der Sohn des gleichnamigen Konsuls aus dem Jahr 6 v. Chr. Er war ein bedeutender Redner und besonders bekannt war seine Verteidigungsrede für Volusenus Catulus, für den auch Gnaeus Domitius Afer und Gaius Sallustius Crispus Passienus eine Verteidigungsrede hielten. Über den Gegenstand dieses Prozesses ist nichts bekannt. Außerdem klagte er die Ehefrau des Publius Vitellius, Acutia, wegen Majestätsbeleidigung an und erwirkte ihre Verurteilung. Nach ihrer Verurteilung legte der Volkstribun Iunius Otho bei der Abstimmung des Senats über seine Belohnung sein Veto ein. Laut Tacitus führte dies zu einer Fehde zwischen Vitellius und Otho, die mit Othos Verbannung endete. 
Kurz darauf, im Jahr 37, wurde er selbst in einen Skandal um Albucilla, die ehemalige Frau des Satrius Secundus, eines Klienten des Seianus, die „für die Zahl ihrer Liebhaber berüchtigt war“, verwickelt. Infolgedessen wurde er aus dem Senat ausgeschlossen und auf eine nicht näher benannte Insel verbannt, „was tatsächlich mit Freude aufgenommen wurde, da Laelius Balbus für seine scharfe Beredsamkeit bekannt war, die er bereitwillig gegen Unschuldige einsetzte.“
Wohl unter Kaiser Claudius kehrte Laelius Balbus aus der Verbannung zurück und wurde wieder in den Senat aufgenommen. Im Jahr 46 wurde Laelius Balbus Suffektkonsul.